# Rue Georges Huygens
Pour la rue parisienne, voir Rue Huyghens.
La rue Georges Huygens est un clos bruxellois de la commune d'Auderghem dans le quartier du Transvaal, qui tourne autour de la rue Henri Deraedt sur une longueur de 200 mètres.
La numérotation des habitations va de 1 à 35 pour le côté impair et de 2 à 60 pour le côté pair.

## Historique et description
Ce nouveau quartier autour de ce qu'on appelait jadis le Home Prince Albert (Home Fabiola) fut inauguré en 1958. Le collège donna les noms de trois anciens échevins (un par parti politique) aux nouvelles artères et de fleurs aux sentiers adjacents. Le sanatorium Prince Charles, qui ouvrit ses portes peu après la fin de la Première Guerre mondiale, a servi jusqu'en 1956 à prodiguer des soins à des milliers d'enfants menacés par la tuberculose. Des parties du domaine en furent loties pour y tracer ces trois rues. 
Celle-ci fut nommée d'après l'échevin catholique Georges Huygens.
- Premier permis de bâtir délivré le 27 janvier 1960 pour le n° 19.